# Konstantijn Simillion
Konstantijn/Constantinus Josephus Maria Simillion (Antwerpen, 26 november 1837 - aldaar, 12 september 1915) was een Vlaamse schrijver en ambtenaar bij het stadsbestuur van Antwerpen.

## Leven
Simillion werd in Antwerpen geboren op 26 november 1837 als zoon van Sebastianus Simillion en Joanna Catharina Jouck. Als zestienjarige schrijver debuteerde hij in De Rederijker met een gedicht: Mijn meisje, in dit tijdschrift schreef hij nog tot 1855. Hij was een letterzetter en vervolgens medeopsteller van het Antwerps dagblad De Schelde. Op 6 augustus 1861 werd hij werkzaam als ambtenaar bij het Stedelijke bestuur van Antwerpen, waar hij in 1874 gepromoveerd werd tot overste van het bureel, deze promotie zorgde er echter door dat Simillions literaire bezigheden afzwakte. Van 1861 tot 1864 bracht Konstantijn samen met zijn broer Edward Simillion gemengde lezingen voor alle standen uit in het Letterkundig Zondagblad en in 1865 bracht hij Levensschets van David Teniers den Jonge uit. Deze laatste werd bekroond door het Stadsbestuur van Antwerpen.

## Werk
Een aantal van zijn bijdragen in De Rederijker zijn:
- Mijn meisje
- Hendrik
- De Kamerjuffer
- Het Pauselijk Geschenk
- Aen Desirée
- De Verstootene
- Roelofs
- Het gebocheld Trientje
- Het Leven eener jonge Dochter
- Het veroveren der Jemninger Schans door de soldaten van den Bisschop van Munster

Een bijdrage aan het Nederduitsch letterkundig Jaerboekje:
- Vogelen voor de kat

Een aantal van zijn andere werken zijn:
- Eene Bisscoppelijke Liefde, 1854
- Fredoline, 1861
- Burgemeester van Stralen, in samenwerking met Jan Bruylants sr.
- Bootsman Gordiaen, 1856
- Anna Moens, 1860
- De Tooneelen uit het Antwerpsche Volksleven